# The Unjust
The Unjust (hangeul: 부당거래; RR: Budanggeorae, lett. "cattivo affare" o "commercio ingiusto") è un film giallo sudcoreano del 2010 diretto da Ryoo Seung-wan. È un'aspra denuncia della corruzione nel sistema giudiziario della Corea del Sud.
È stato trasmesso in Italia su Rai 4 il 28 luglio 2015.

## Trama
La polizia non riesce a risolvere cinque casi di stupro e omicidio nei confronti di altrettante alunne delle scuole elementari; l'unico sospetto, Yu Min-cheol, è stato ucciso prima di poter determinare la sua colpevolezza. Choi Cheol-gi, un brillante detective della polizia metropolitana che ha appena svelato la corruzione dell'immobiliarista Kim Yang-su, viene improvvisamente privato del caso e Kim, grazie alle sue conoscenze, viene rilasciato. Choi viene assegnato agli omicidi seriali con la promessa che, se riuscirà a risolverli, verrà promosso. Aiutato dal rivale di Kim, Jang Seok-gu, decide di concentrarsi su Lee Dong-seok, autista di scuolabus con una moglie ritardata e una figlia piccola, sulla cui fedina penale risultano degli abusi sui bambini. A loro insaputa, però, Choi e la sua squadra sono tenuti d'occhio da Joo Yang, procuratore leale a Kim, che vuole vendicarsi di Choi poiché, a causa dell'arresto, si è visto portare via un affare da Jang.

## Riconoscimenti
- 2010 – Director's Cut Awards[7][8]
  - Miglior regista a Ryoo Seung-wan
- 2011 – Asian Film Awards[9][10]
  - Nomination Miglior attore secondario a Ryoo Seung-bum
  - Nomination Miglior sceneggiatura a Park Hoon-jung
- 2011 – Seoul Art and Culture Awards[11][12]
  - Miglior regista cinematografico a Ryoo Seung-wan
- 2011 – Baeksang Arts Awards
  - Nomination Miglior film
  - Nomination Miglior regista a Ryoo Seung-wan
  - Nomination Miglior attore a Ryoo Seung-bum
  - Nomination Miglior sceneggiatura a Park Hoon-jung
- 2011 – Fantasia International Film Festival[13][14][15]
  - Miglior attore a Hwang Jung-min
  - Miglior attore a Ryoo Seung-bum
  - Miglior sceneggiatura a Park Hoon-jung
- 2011 – Buil Film Awards[16]
  - Nomination Miglior film
  - Nomination Miglior regista a Ryoo Seung-wan
  - Nomination Miglior attore a Ryoo Seung-bum
- 2011 – Sitges Film Festival[17][18]
  - Miglior film (sezione Casa Asia)
- 2011 – Premio Daejong 
  - Nomination Miglior film
  - Nomination Miglior regista a Ryoo Seung-wan
  - Nomination Miglior attore di supporto a Yoo Hae-jin
  - Nomination Miglior sceneggiatura a Park Hoon-jung
  - Nomination Miglior montaggio a Kim Sang-bum e Kim Jae-bum
  - Nomination Miglior pianificazione a Koo Bon-han
- 2011 – Blue Dragon Film Awards[19][20][21][22]
  - Miglior film
  - Miglior regista a Ryoo Seung-wan
  - Miglior sceneggiatura a Park Hoon-jung
  - Nomination Miglior attore di supporto a Yoo Hae-jin
  - Nomination Miglior fotografia a Chung Chung-hoon
  - Nomination Migliori luci a Bae Il-hyeok